# PASKAU

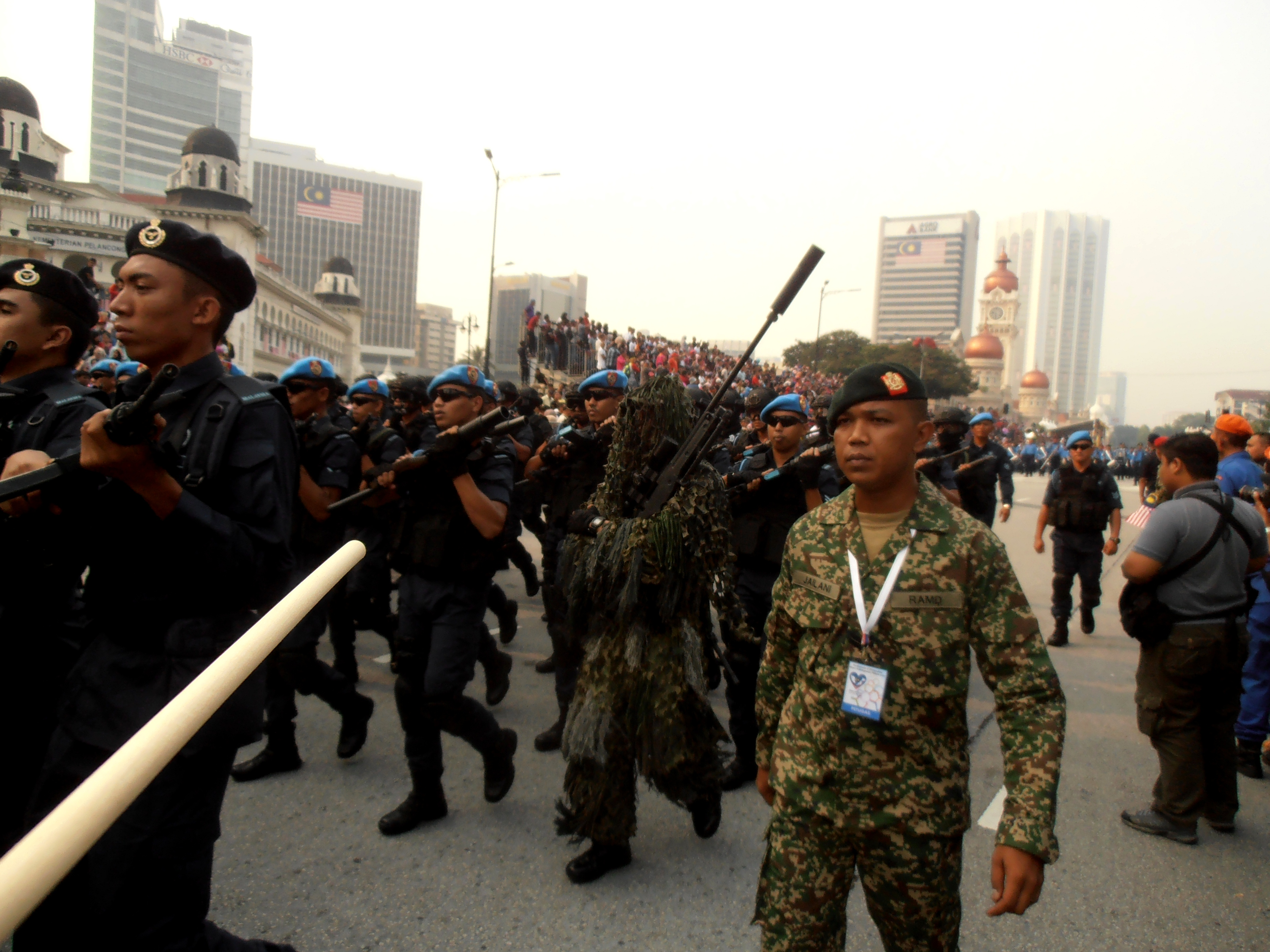
Royal Malaysian Air Force 2015-08-31

O PASKAU - (outrora a abreviatura malásia de Pasukan Khas Udara, a Equipe de Operações Especial de RMAF), é uma força de elite dentro da Força Aérea Malásia Real (Tentera Udara Diraja Malaysia; TUDM). A responsabilidade principal de PASKAU é conduzir a pesquisa de combate - missão de resgate (CSAR) e a recuperação de pilotos derrubados. Outro do que isto, PASKAU é também totalmente o contra-terrorismo unidade de assalto qualificada. Os PASKAU fazem que uma Equipe de Socorro de Refém se agrupe treinado para contariar a situação de refém, e PASKAU pode ser desdobrado atrás da linha inimiga para assistir na designação de objetivo de missões de greves de TUDM.

## História
O PASKAU foi criado nos anos 1970 depois de um ataque coberto por agentes de Partido Comunistas Malaios (Parti Komunis Malaya) que usam morteiros explosivos altos do exterior uma base aérea RMAF, resultando na destruição de um avião de transporte DHC-4 Carribou. Esta unidade era originalmente conhecida como HANDAU, mas sofreu a reorganização e foi renomeada como PASKAU em 1996.

## Organizações
A força de terra de RMAF é conhecida como o Regimento de RMAF funciona diretamente embaixo do QG de Operação Aéreo. Baseado em Bukit Jugra AFB, Banting, o seu uma força de operação especial embaixo de RMAF e melhor conhecido como PASKAU. Pasukan Khas Udara ou o papel PASKAU devem trabalhar atrás da linha inimiga em apoio ao ataque de terra, o resgate derrubou o piloto atrás da linha inimiga, fornecer a proteção de força e assim por diante. Existem três esquadras principais de PASKAU embaixo do Ramo de Operação do Regimento responsável por operações especiais.
| Ramo                                 | Papéis                        | Responsáveis |
| ------------------------------------ | ----------------------------- | --- |
| Esquadra de Assalto Tática           | Força contra-terrorista       | A Esquadra de Assalto Tática ou Skuadron Sayap Tempur - SST são o braço de combate de PASKAU. Conduzido em contra-terrorismo, resgate de refém, infiltração e sabotagem, ele trabalha atrás da linha inimiga para inutilizar ou destruir o alto objetivo de valor para assegurar o êxito da operação de RMAF aérea. Ele faz que o Raio Laser de Terra Vise a Designação equipe (de GLTD) para fornecer para a frente a aquisição de objetivo e seguindo a pista para atacar aviões. Há também uma Equipe de Socorro de Refém (HRT) que se especializa na operação de resgate de refém de avião. Cada missão implica uma equipe de seis homens com especializações diferentes como uns carabineiros, franco atirador, perito de demolições, perito de comunicações e estudantes de medicina. Esses o pessoal será equipado com armas leves, como a Carabina M4 de produtos de Potro e Bushmaster, rifle de assalto de M16A1 e Esquadra M249 Arma Automática como uma arma de suporte leve. Para o Quarto Fechado de Batalha (CQB) operações como resgate de refém ou contra-terrorismo, a arma primária é o MP5K, MP5SD e a carabina M4 equipada com EOTech Holo vistas (vistas de holograma que maximiza a visão de objetivo). |
| Esquadra de Resgate Aérea de Combate | Pesquisa de Combate e Resgate | A Esquadra de Resgate Aérea de Combate ou Skuadron Penyelamat Tempur Udara - SPTU são capazes da operação de resgate que aumenta de pilotos abaixo atrás da linha inimiga. Ele compõe-se de 6 deinteresses de CARRO que funcionam de bases aéreas com o Sub-centro de Resgate (RSC) como a Kuala Lumpur, Kuantan, Butterworth, Gongo Kedak, Kuching e Labuan AFB. O CARRO é também capaz do resgate do mar pela sua Equipe de Socorro de Soldado Pára-quedista Marítima (MPRT) baseado em Bukit Jugra. |
| Field Protection Squadron            | Proteções Baseadas            | A Esquadra de Proteção de Campanha ou Skuadron Kawalan Medan - SKM fornecem a proteção especial a altos objetivos de valor como radar de defesa aéreo e bases de operação avançadas. O alto valor visa a proteção não somente implica a instalação mas também implica o dever de escoltas fechado ou especial. O que é único com esta equipe é eles são equipados com o Sistema de Detenção de Intrusão de Campanha (FIDS) da proteção da zona. Durante a operação de inserção no território inimigo, eles seriam o batedor e capaz de atuar como a Terra para A Frente Areja o Controlador (Ground Forward Air Controller; GFAC). |

## Treinamento
Cada oficiais e masculino de RMAF fazem dado uma boina azul clara quando eles concluíram o curso básico PASKAU e o punhal de comando depois dirigido o curso de perícia PASKAU. Eles fazem dirigiu o treinamento promovido continuamente para detalhado cada perícia para qualificado a joinned todas operações. Os pessoais PASKAU foram compulsoried a dirigido a eficiência e o teste de atividade em cada 12 semanas de avaliam as capacidades do pessoal.
Entre outros, o teste compõe-se de :
- Teste durável de 160 quilômetros que anda
- Rapelling australiano (estando em declive a colina e construindo com a corda em estilo corrente)
- As técnicas de Spie-equipamento (o corpo atou com a corda que puxou em cima de com o helicóptero)
- 160 km propeliram um barco (um nível pantanoso)
- Comando de mato curso básico
- Curso de infiltrações de reconhecimento especial
- Curso que atira de lugar escondido de água com o barco.

O PASKAU é capaz da condução
- Pesquisa de Combate e Resgate - Recuperação de unidades amistosas (pilotos especialmente ejetados) de linhas inimigas
- A designação de raio laser - Usando GLTD II (Fundam o Objetivo de Raio Laser Designator) as unidades 'para pintar' objetivos hostis, marcando-os para o ataque por munições raio laser guiadas lançadas de avião como Paveway II LGB (bomba raio laser guiada).
- Fornecimento de segurança baseada a RMAF instalações.
- Contra-terrorismo
- Quartos Fechados de Combate (CQC)
- Refém rescue|Hostage Resgate
- Guerra Não convencional
- Inteligência
- Terreno Urbano (FIBUA Urban])
- HALO/HAHO
- Operação em Área Composta - OBUA
- Perícia no tiro ou atiradores de precisão, etc.
- Sabotagem
- Inteligência
- Reconhecimento
- Arremesso de Helo
- Salto de pairo
- Franco atirador
- Demolições especiais
- Disposição de Ordenação Explosiva (EOD).

O PASKAU é altamente capaz em operações de resgate de refém artísticas em qualquer situação e é considerado a resposta de anti-sequestro principal do avião civil e militar. Esta tarefa foi assumida de Grup Gerak Khas (unidade de SOF de Exército). Os soldados de PASKAU são reconhecidos pelas suas boinas coloridas azuis leves. A unidade também foi enviada para treinamento especial e curso básico técnico por 22o British SAS e forças especiais dos Estados Unidos. Em Outubro de 2007, só 20 de 54 estagiários concluiu o programa de treinamento de três meses que começou no fim do Junho.

## Papéis
Estabelecido com o nome como "Pertahanan Darat Udara" ou '"HANDAU'" (meaning:Air e Força de Defesa de Terra) foram tasked para segurar todas de bases aéreas RMAF. No ano 1996, a unidade é composta de mais pessoal e modificou o nome para Pasukan Khas Udara ou PASKAU, atualmente o papel da unidade é extenso para combater e combater o suporte. O papel desta unidade é muito diferente de forças especiais de exército, como Grup Gerak Khas ou forças especiais navais PASKAL, especialmente do papel principal as forças que se diferencia e que eles fazem funcionar pela experiência agrupam-se e possui equipamentos específicos de necessidades de operação especiais.
O  estabelecimento de PASKAU é uma aproximação da capacidade RMAF aumentada em operações aéreas especiais. E também concluir as exigências de operações de Resgate Aéreas de Busca de Combate (CSAR), segure as bases de RMAF que funciona na base avançada e assistir os lutadores de avião da execução de um ataque aéreo a objetivos inimigos, usando as armas especiais. E capaz de neutralizar os ativos importantes do inimigo. O PASKAU compõe-se do pessoal de regimento de RMAF especialmente escolhido, depois do curso de guerra especial para permitir a direção do papel da pesquisa e resgatar e prover para a frente a aquisição de objetivo de designator e Raio Laser de Objetivo Designator Infravermelho.

## Funções
A função de PASKAU esteve bem executam para outras operações. Como, ele é uns ativos muito importantes de RMAF que mais fácil obedecem as ordens, segurança e coordenações diretamente. As nomeações de força que usam um avião podem ser desdobramento rápido e impressionante no tempo curto. As operações de PASKAU foram dirigidas no país pacífico, emergência ou durante as batalhas. As operações de pessoais PASKAU incluíam:
Marcado os objetivos
RMAF's nas funções da defesa o país de soberania que implicou o lutador de avião para perpetua as dominações arejam o espaço de todas as intrusões do exterior de elemento ou não capacidade as forças aéreas inimigas em outras operações no ar. Além do capaz a protegido o ar defensed ativos, que provavelmente a envolvido o lutador de avião em operações no país arejam o espaço ou longe infiltram na área inimiga. Esta unidade executará um dever com o seu infiltrar à área de operação em atrás da linha inimiga para destruído os ativos inimigos e as afabilidades de defesa aéreas e também capaz de infiltrar e experimentar no outro infiltram técnicas e capaz para a sabotagem com a maneira própria a outra defesa aérea inimiga, como sítios de radar e a Superfície inimiga para Arejar sítios de Míssil (SAMsites).
Segurança os Ativos Importantes RMAF
The é a capacidade de tratar com outras ameaças de equipe regular ou equipe de elite inimiga na circunstância pelo qual RMAF fez funcionar a Base de Operação Avançada (BERLOQUE) ou a base que funcionou na área de ambiente hostil. A tarefa desta força de elite é o êxito executar a operação com eficiente e rápido embora confronte com as ameaças que serão acontecidas.
Pesquisa e resgate Os
The que a tarefa responsável por PASKAU é são a pesquisa e resgatam a unidade militar se na terra ou as águas. Em mais os deveres que implicaram as operações aéreas, o avião RMAF asseguram-se a desnudado a perigoso provavelmente a acidentes, aircrash ou shootdown pelo inimigo se no próprio país ou o país inimigo. As infiltrações da missão de resgate são um não muito facilmente se ser acontecerem na área que têm o desfiladeiro íngreme e perigoso, por exemplo durante o incidente que implicou o helicóptero Nuri é espatifado em Gunung Gerah ou atualmente o incidente em Genting Sempah floresta pelo qual esta unidade aterrissava com fazer técnica de rapel do helicóptero à mais alta árvore e da árvore à posição de evento.E também o incidente que implicou na área de água, onde as forças aéreas de elite que caem com a queda gratuita (HALO/HAHO) ou pára-quedas, equipado com o equipamento que se mergulha mar de dan resgatam o equipamento. As missões de resgate podem ser progresso impressivamente e eficiente pelos operadores de resgate de experiência e também uns largos conhecimentos sobre características de avião de operações de resgate. Se a circunstância pelo qual o acidente de avião de acidente que ser trapped e o equipamento ou bem e documentos muito importantes que precisam de um perito de especialista para executam as missões. Os PASKAU têm a capacidade de executar os deveres se mergulham em abaixo da água para o resgate o acidente que se compõem dos pilotos que provavelmente torcido pelo cinto de segurança de avião ou equipamento lançado de paraquedas durante existido no mar meio, especialmente o Caribu de acidente transporta o avião no mar Labuan.
Deveres de Terrorismo Contrários
If o acontecido sobre qualquer incidente que implicou o sequestrado o avião e base aérea de RMAF ou civil pelo inimigo ou fora elemen, por exemplo terrorista, PASKAU é só umas equipes daquele a desdobrado primeiro para expedir para confrontado o incidente. Para um conhecimento, PASKAU é um muito profissional no cenário de sequestrador de avião pelo terrorista e compreender sobre a localidade de avião especialmente os competentes infiltram técnicas sem o negativo efetuado a avião e passageiros.

## Capacidades
As capacidades-chave de PASKAU incluem:
Mobilidade
PASKAU é capaz de ser rapidamente inserido em uma zona de operações por terra, ar e entrega à base de mar.
Flexibilidade
The é capaz de ser desdobrado independentemente ou como a parte de uma força de tarefa conjunta com outros grupos de operações especiais.
Sustentabilidade
The é capaz de funcionar como uma unidade independente e conduzir operações especiais durante períodos segurados sem ajuda externa.
Tecnologia
The tem o acesso a equipamento de alta tecnologia e armamento para melhorar a sua capacidade de executar o complexo e a exigência de operações especiais para o RMAF.
Treinamento especial
The é equipado com o treinamento físico especializado que excede aquela de forças convencionais. Isto deve assegurar que os operadores estão bem-preparados para executar altamente missões de SOF-tipo de exigência. Eles são especialmente ajustados para pequenos grupos de implicação de missões secretos.

## Missão e o futuro esquema
A futura direção de PASKAU inclui a expansão contínua da perícia da equipe e papéis bem como aumento da eficácia da equipe com o equipamento mais novo e mais capaz.

## Operações Recentes
Genting Sempah Incidente
In Julho 2007, PASKAU, com as 10 Brigadas de Soldado Pára-quedista, 22o Grup Gerak Khas e Pasukan Gerakan Khas anti-teror polícia, apoiada pelo US Navy, policiam Força de Operações Geral, Fogo e Resgatam o Departamento, os guardas-florestais de Departamento de Silvicultura, Departamento de Defesa Civil (JPA3) e aldeões foram desdobrados em uma operação de busca e de resgate depois que um Sikorsy S61 Nuri helicóptero do RMAF baixou junto com uma tripulação de seis perto de Genting Sempah, Região Montanhosa da Escócia de Genting. A equipe de SAR localizou o naufrágio do cortador em 17 de Julho, 1324 horas com as suas lâminas de rotor separadas. Os corpos de todos os membros de tripulação foram encontrados na cabana do avião batido.
MALCON-UNIFIL 2007
PASKAU foi a parte de um contingente que também incluiu a 10 Brigada de Soldado Pára-quedista, Grup Gerak Khas e PASKAL que foi desdobrado ao Líbano..